# Feuerschiff Morecambe Bay
Das Feuerschiff Morecambe Bay (englisch: Lightvessel No.15) war ein englisches Feuerschiff, das von 1954 bis 1988 auf wechselnden Feuerschiff-Positionen um England und Wales positioniert war. Es wurde 1952/54 für Trinity House durch Philip & Son Ltd in Dartmouth, England, gebaut. Heute wird es als schwimmendes Jugendfreizeit-Schiff in Tollesbury, Essex, betrieben.

## Geschichte
Das Schiff wurde 1954–1955 im Auftrag der britischen Seefahrtsbehörde von der britischen Werft Philip and Son in Dartmouth mit der Baunummer No.1247 als Stahlschiff erbaut. Es hat eine Länge von 119 ft, eine Breite von 25 ft, einen Tiefgang von 15 ft und die Baukosten betrugen £80,685. 
Seit 1954 diente es als Feuerschiff auf der Station Morecambe Bay. Es folgten die Stationen Scarweather, Breaksea, St Gowan, Helwick und Dudgeon von 1984 bis 1986. Nach der Außerdienststellung stand es wie weitere Feuerschiffe durch Trinity House zum Verkauf.
1988 wurde nach der Besichtigung vieler verschiedener Boote ein ausgemustertes Feuerschiff im Hafen von Harwich gefunden und konnte durch Spenden von der Stiftung gekauft werden. Die ursprüngliche Atmosphäre und Ausstattung des ehemaligen Feuerschiffes konnte mit dem Umbau als Jugend-Freizeit-Schiff und Umbenennung 1991 in TS Trinity erhalten werden. Seit 2014 ist es als ein britisches Historisches Schiff mit der Nr. 1395 registriert.
Auf dem Gelände des Fellowship Afloat Trust in Tollesbury mit dem umgebauten Feuerschiff No.15 existiert ein idealer Veranstaltungsort für Jugendclubs, Schulen, Kirchen, Gruppen mit besonderen Bedürfnissen und diejenigen, die eine Segelqualifikationen erwerben möchten. Die Gäste werden vom Personal des Zentrums und fachkundigen Freiwilligen betreut, die die lebendige christliche Gemeinschaft der Fellowship Afloat bilden.  
Dank der breiten Gemeinschaft von Freunden und Unterstützern kann man Tage oder Wochen voller Inspiration und Aktivitäten an Bord der Trinity, auf dem Freizeitgelände und der angrenzenden Flussmündung erleben.

Bilder vom englischen Feuerschiff No.15 in Tollesbury
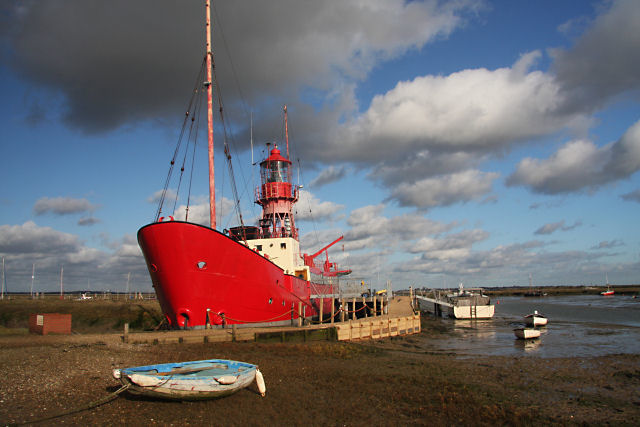
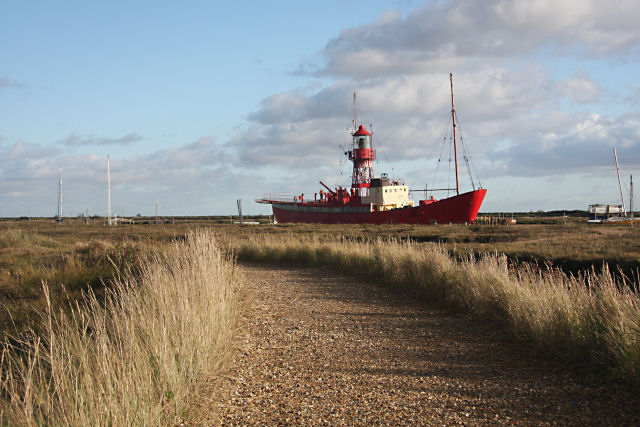
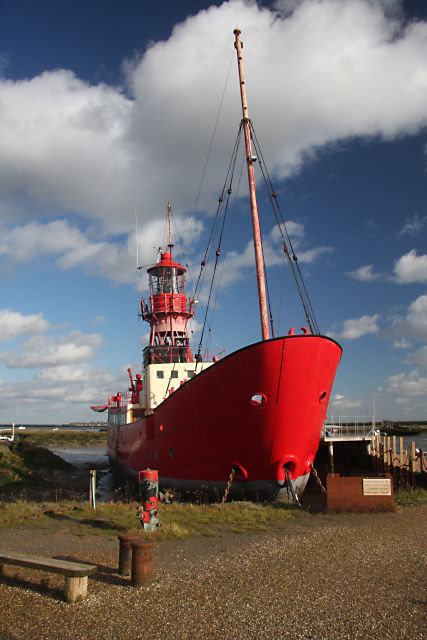
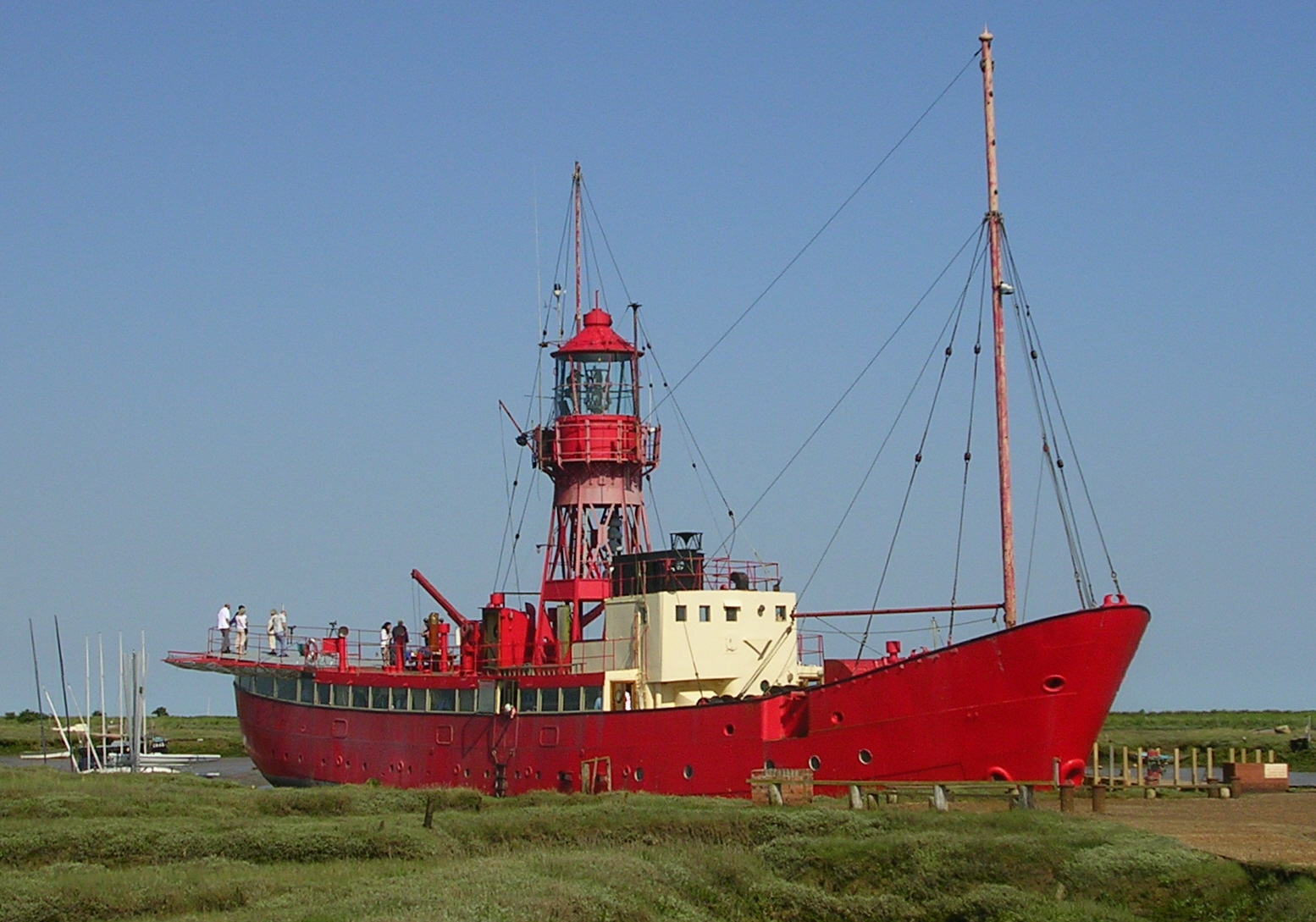